# Kalimati (Jatibarang)
Kalimati is een bestuurslaag in het regentschap Indramayu van de provincie West-Java, Indonesië. Kalimati telt 2707 inwoners (volkstelling 2010).